# Keude Simpang IV
Keude Simpang IV is een bestuurslaag in het regentschap Aceh Utara van de provincie Atjeh, Indonesië. Keude Simpang IV telt 1464 inwoners (volkstelling 2010).